# Port lotniczy Bajura
Port lotniczy Bajura – port lotniczy położony w Bajurze, w Nepalu. Oferuje połączenia do Nepalganj.